# Technické konopí

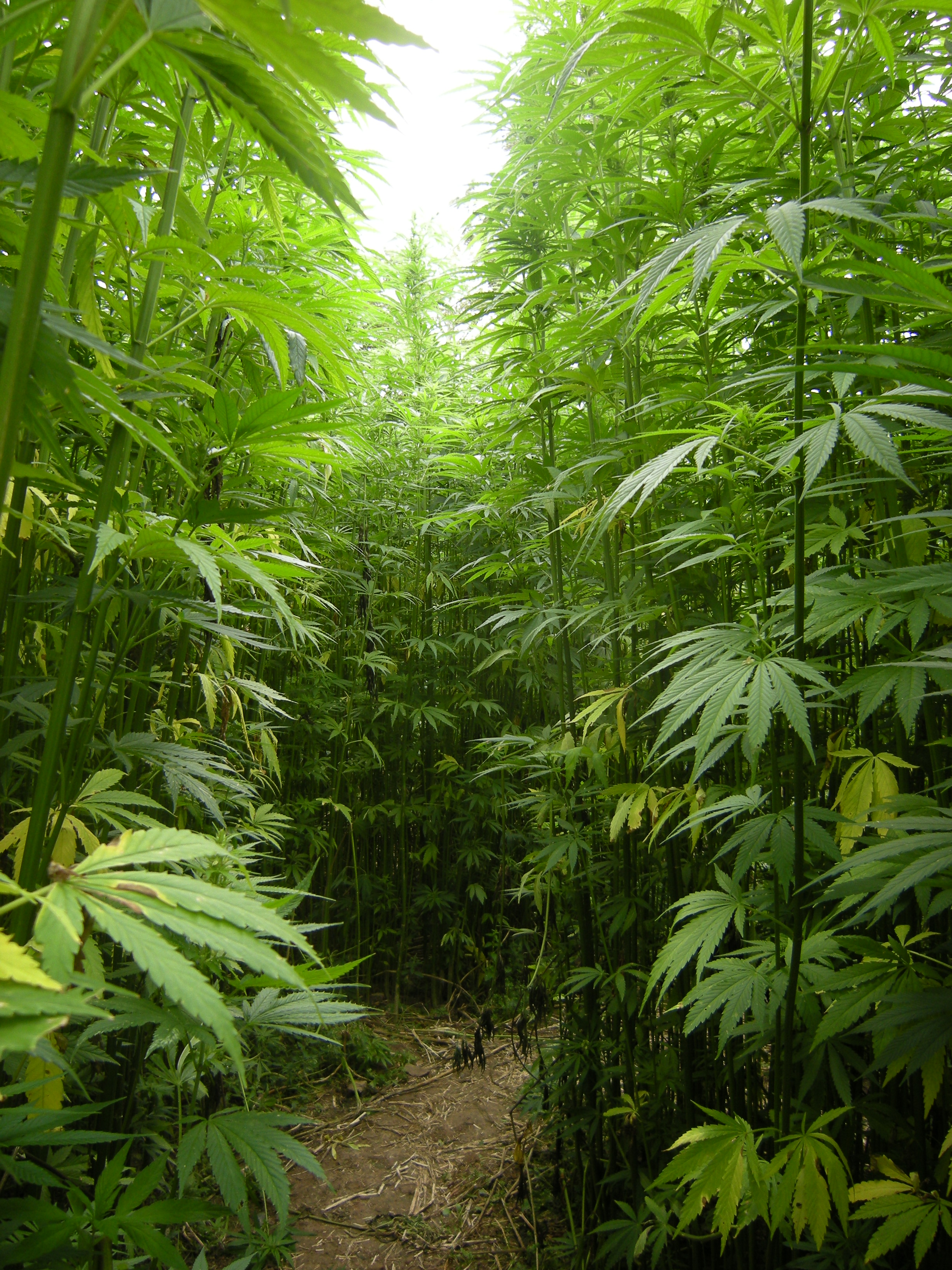
Konopné pole v Côtes-d'Armor v Bretani ve Francii, která byla v roce 2022 největším producentem technického konopí v Evropě.

Technické konopí je botanická třída kultivarů konopí setého pěstovaných speciálně pro průmyslové použití. Lze z něj vyrobit široké spektrum produktů. Spolu s bambusem patří konopí mezi nejrychleji rostoucí rostliny na Zemi. Byla to také jedna z prvních rostlin, které byly před 50 000 lety spředeny na použitelné vlákno. Může být zušlechtěna na různé komerční položky včetně papíru, lan, textilu, oděvů, biologicky odbouratelných plastů, barev, izolace, biopaliva, potravin a krmiva pro zvířata.
Ačkoli konopí chemotypu 1 a konopí (typy II, III, IV, V) jsou oba Cannabis sativa a obsahují psychoaktivní složku tetrahydrokanabinol (THC), představují odlišné skupiny kultivarů, typicky s jedinečným fytochemickým složením a použitím. Technické konopí má obvykle nižší koncentrace celkového THC a může mít vyšší koncentrace kanabidiolu (CBD), který potenciálně zmírňuje psychoaktivní účinky THC. Zákonnost konopí se mezi zeměmi značně liší. Některé vlády regulují koncentraci THC a do komerční produkce povolují pouze konopí, které je vyšlechtěno s obzvláště nízkým obsahem THC.